# Algemene Begraafplaats Workum
De Algemene Begraafplaats van Workum (gemeente Súdwest-Fryslân) ligt naast de Spoordijk (Spoardyk) en de provinciale weg 359. De begraafplaats werd in 1822 in gebruik genomen.

## Monument
Douwe de Boer werd geboren in Gaast en was postbode. Tijdens de Tweede Wereldoorlog zat hij in het verzet. Hij overleed op 54-jarige leeftijd in Kamp Vught. Op de begraafplaats is een monument met een zwarte gedenksteen, waarop de volgende tekst staat:

## Oorlogsgraven
Op de begraafplaats bevinden zich negen oorlogsgraven: zes vliegeniers van de RAF en drie vliegeniers van de Canadian Air Force. De grafzerken zijn van Portlandstone gemaakt. Op iedere zerk staat de spreuk 'Per Ardua Ad Astra' (door volharding bereikt men het hoogste doel), het devies van de Royal (Canadian) Air Force.
De Lancaster W4888 van het 101 Squadron kwam in de nacht van 5 mei 1943 terug van Dortmund, waar ze een bombardement hadden uitgevoerd. Om 00:40 uur werd het toestel door de Duitser Lothar Linke neergeschoten, waarna het in brand vloog en in het Warkumer Nijlån ten zuiden van Workum neerstortte. Aan boord waren:

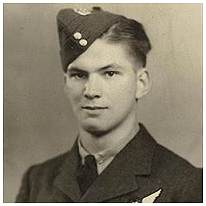
George Reynolds, 19 jaar

- Sergeant Arthur Harold Clark, RAFVR;
- Sergeant John Milner Hadfield, RAFVR;
- Pilot Officer William Thomas Lewis, RCAF, Distinguished Flying Medal;
- Sergeant Anthony Jules Lawson Lyon, RAFVR;
- Pilot Officer Ralph Duncan Paterson, RAFVR, Distinguished Flying Cross;[1]
- Sergeant George William Francis Reynolds, RCAF;
- Flying Officer Nicholas James Stanford, RAFVR (Volunteer Reserve).

Alleen Pilot Officer Paterson kon zichzelf redden maar hij werd later gevangengenomen. Hij zat in krijgsgevangenkampen in Barth, Stalag Luft III in Sagan en overleefde de oorlog. De anderen kwamen om het leven. Ze werden opgebaard in het weeshuis aan de Noard en op 7 mei begraven. Toen ze langs de gereformeerde school aan de Stationsweg kwamen, sloten kinderen zich bij de stoet aan. John Hadfield werd enkele dagen later teruggevonden en begraven.

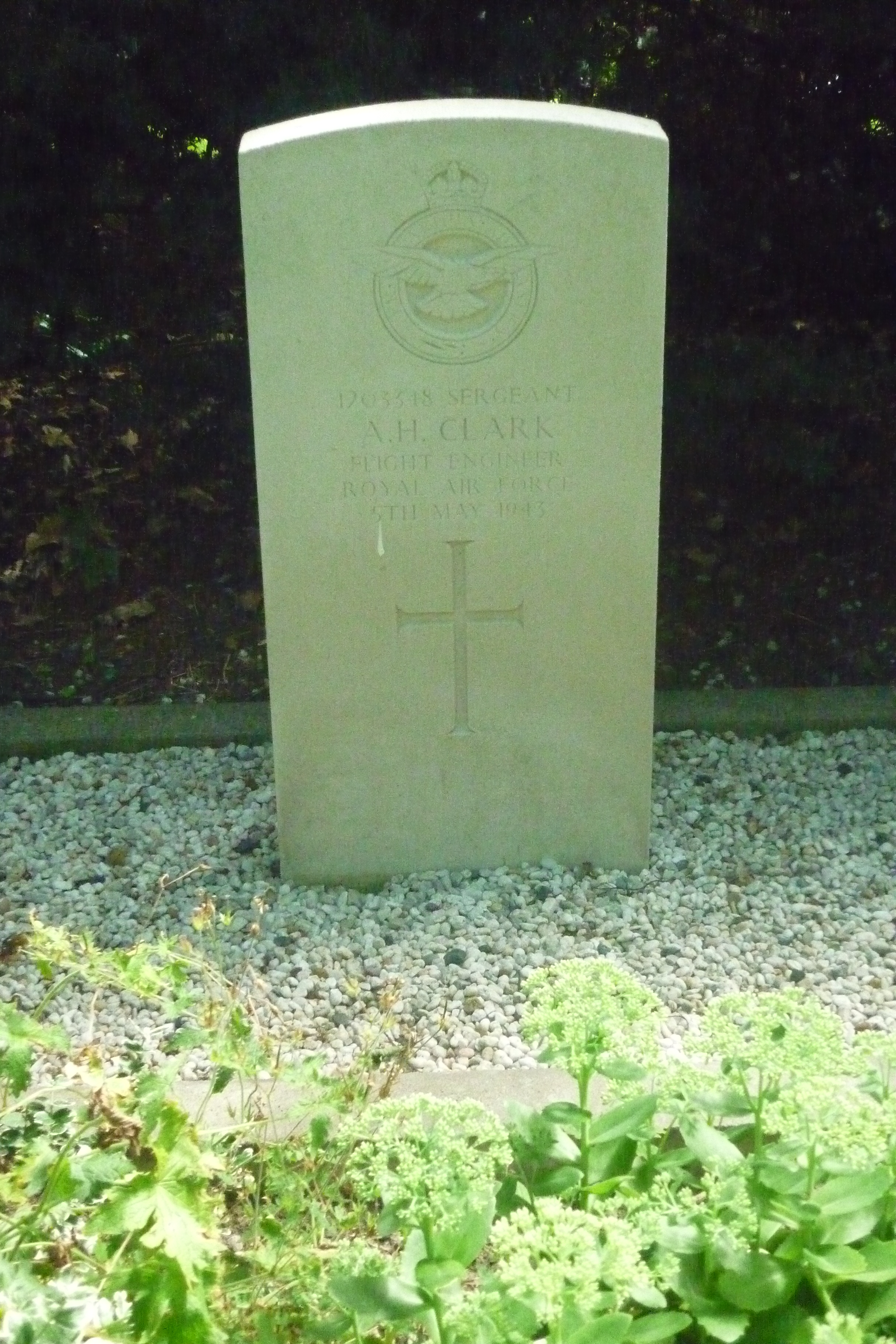
Arthur Clark
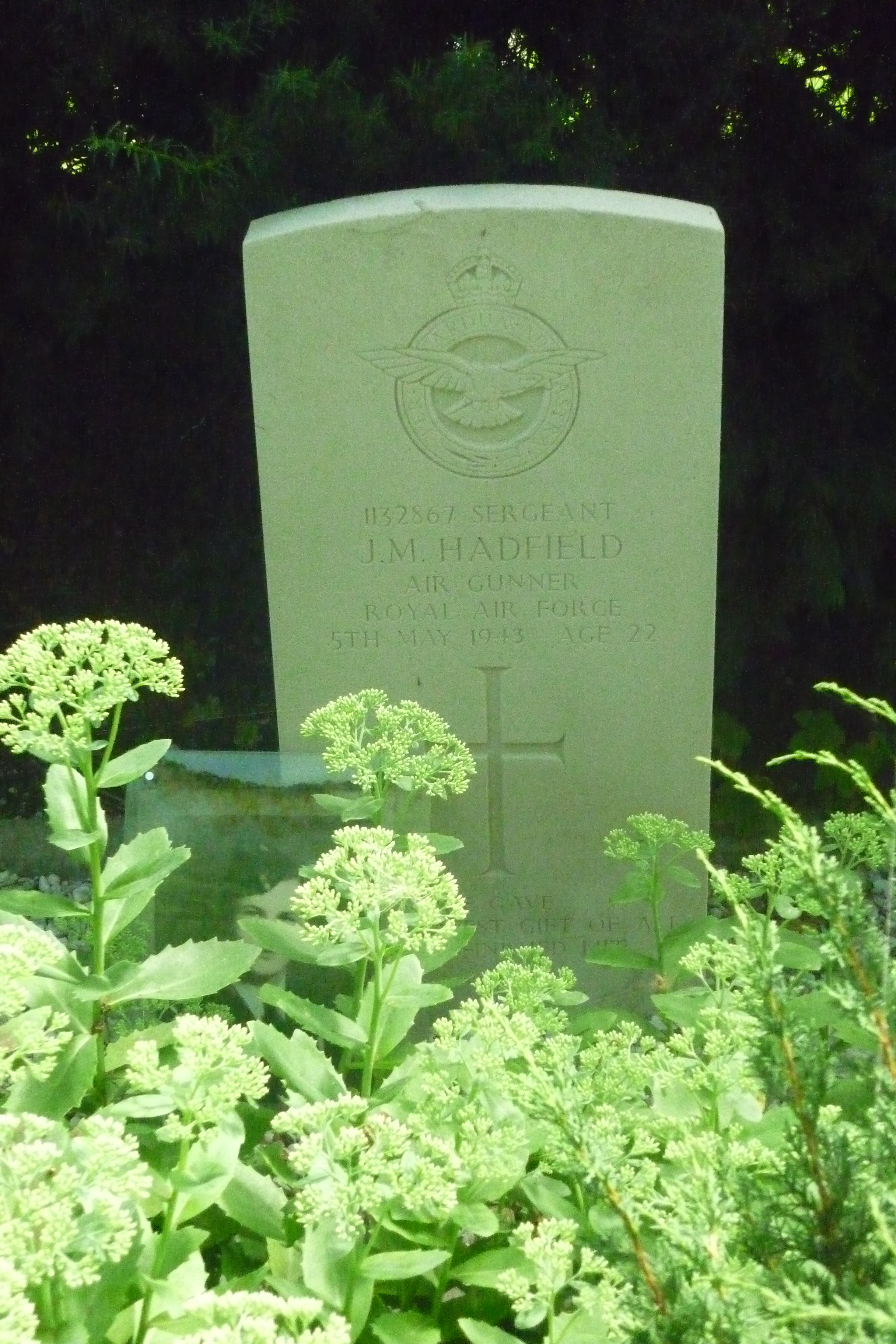
John Hadfield
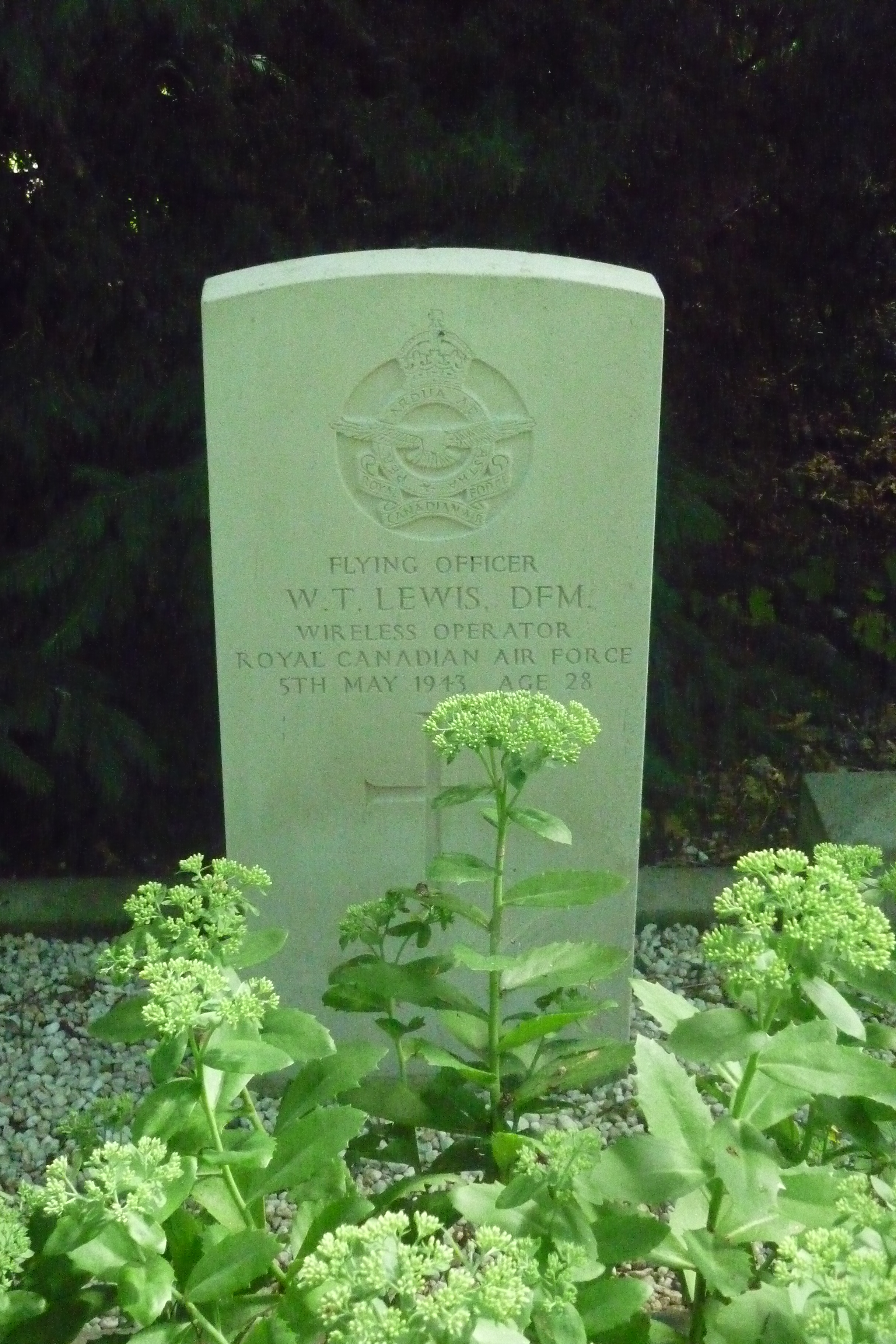
William Lewis
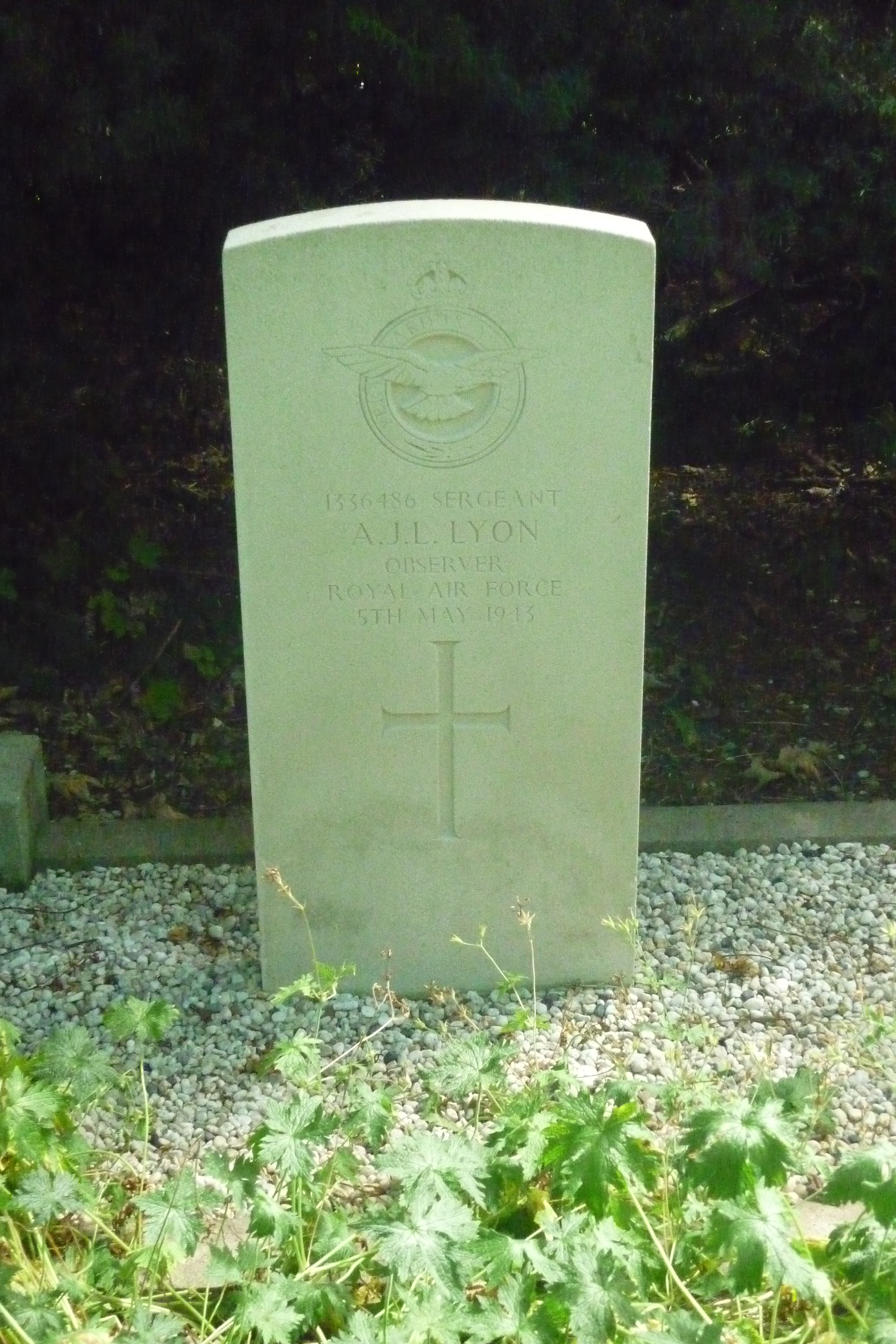
Anthony Lyon
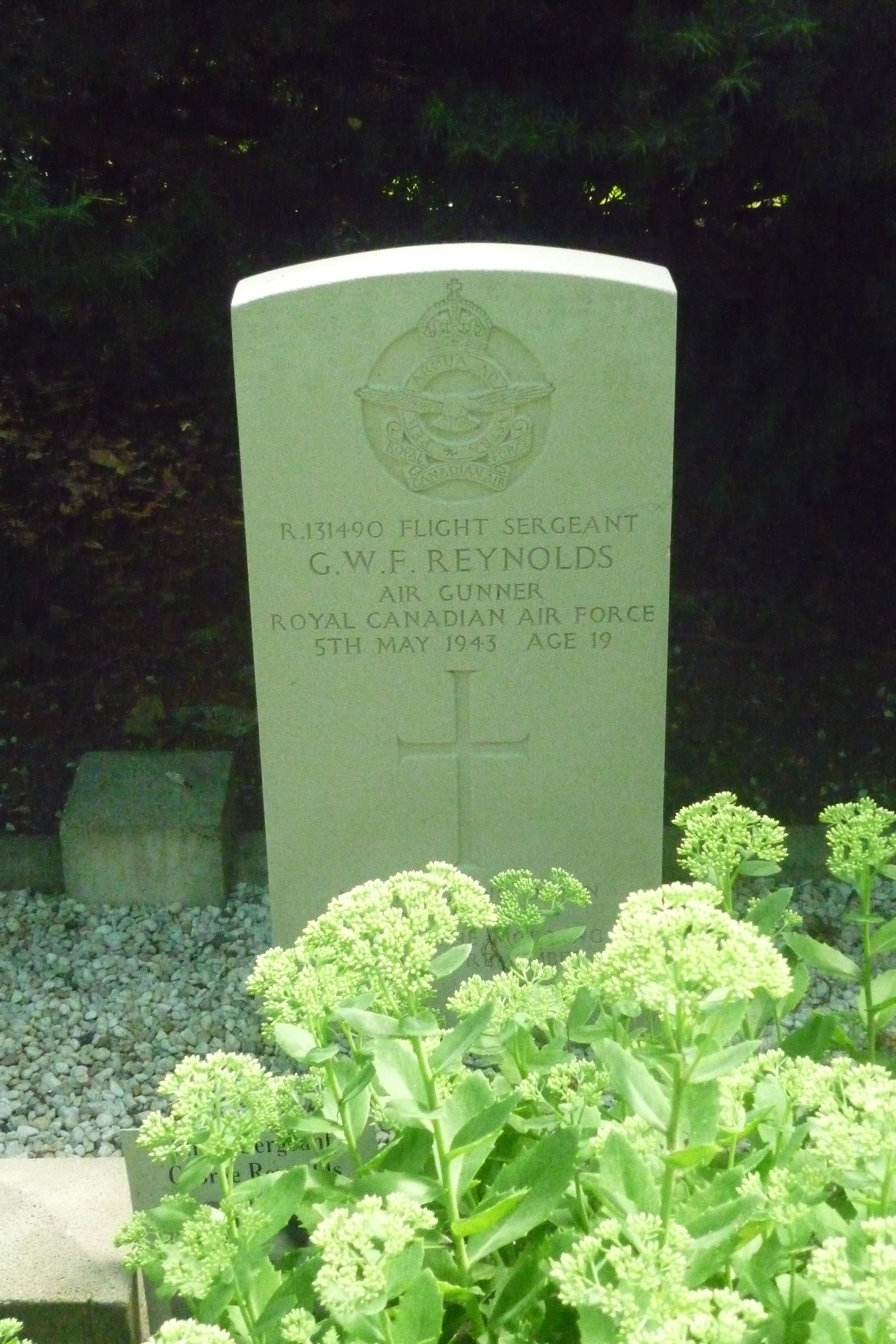
George Reynolds
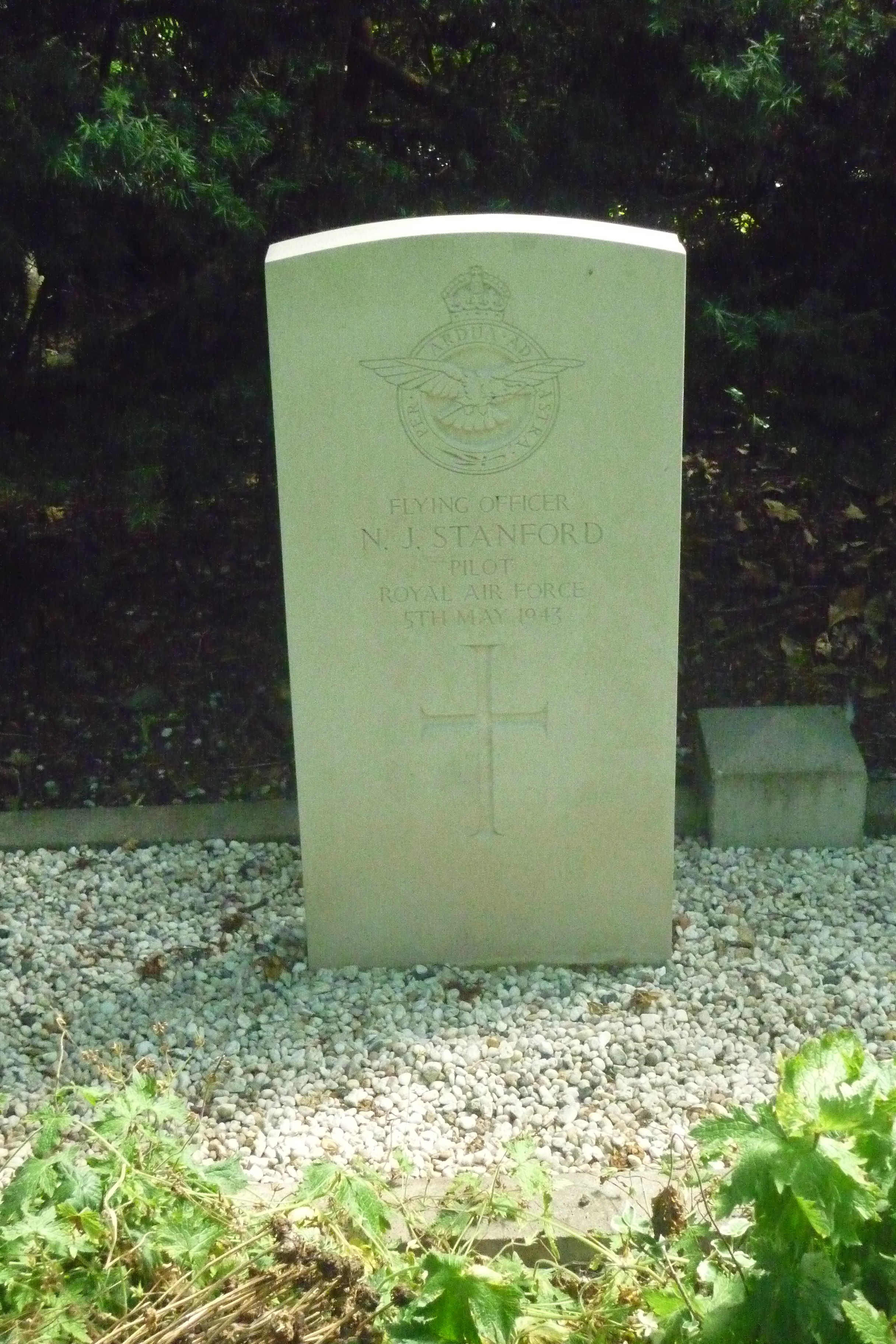
Nicholas Stanford

Pathfinder Lancaster ED603 van 83 Squadron vloog over het IJsselmeer en werd daar neergeschoten. In Workum werden begraven:
- Flying Officer Leonard Sprackling;[2][3]
- Pilot Officer Arthur Gordon Fletcher;[4]
- Pilot Officer Harold Howsam.[5]

Piloot Eric Arthur Tilbury spoelde bij Stavoren aan en werd aldaar begraven, Gordon Robert Sugar werd in Hindeloopen begraven. R.E. Moore, A.B. Smart en C.F.J. Sprackling werden nooit teruggevonden. Het was hun eerste missie.

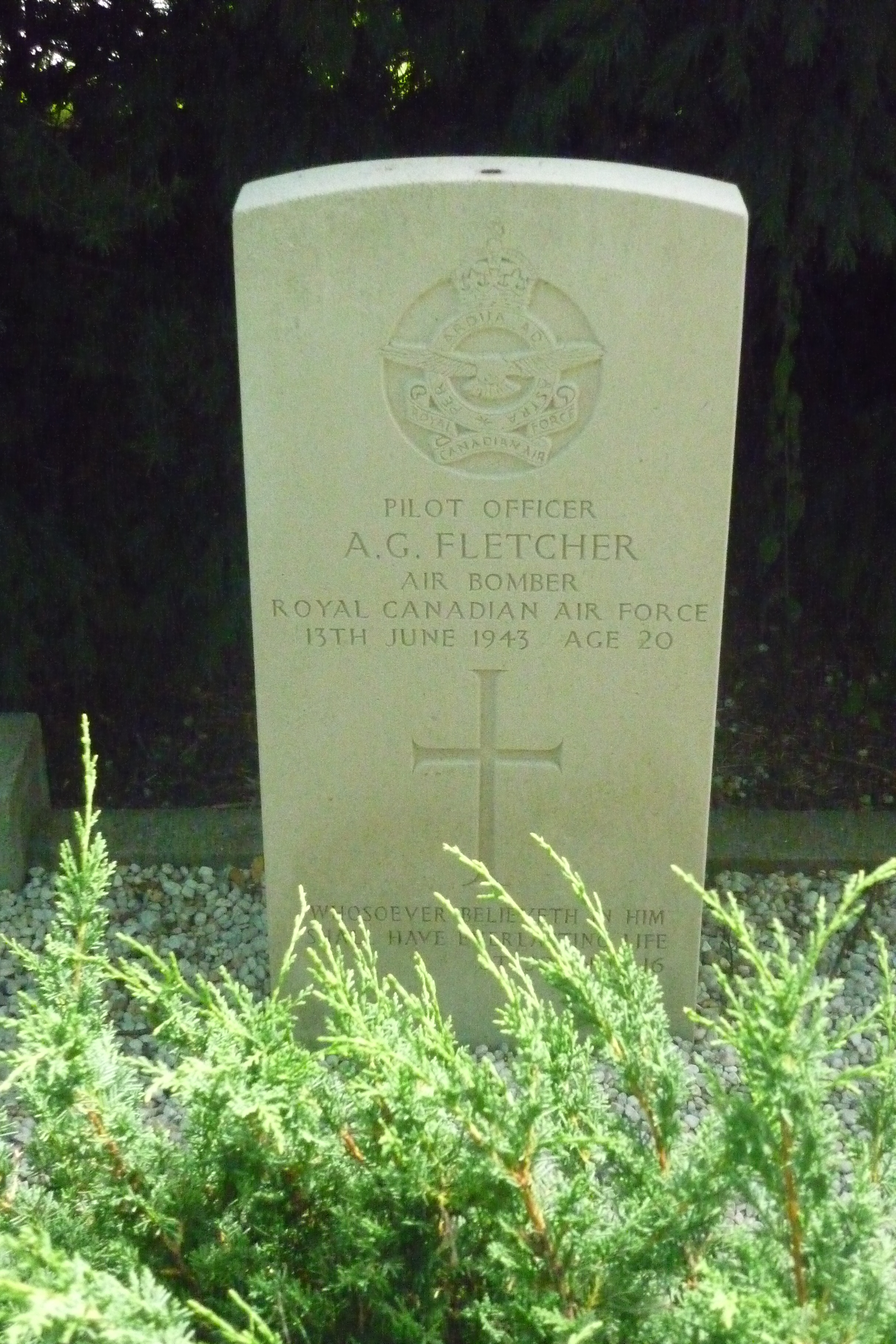
Arthur Fletcher
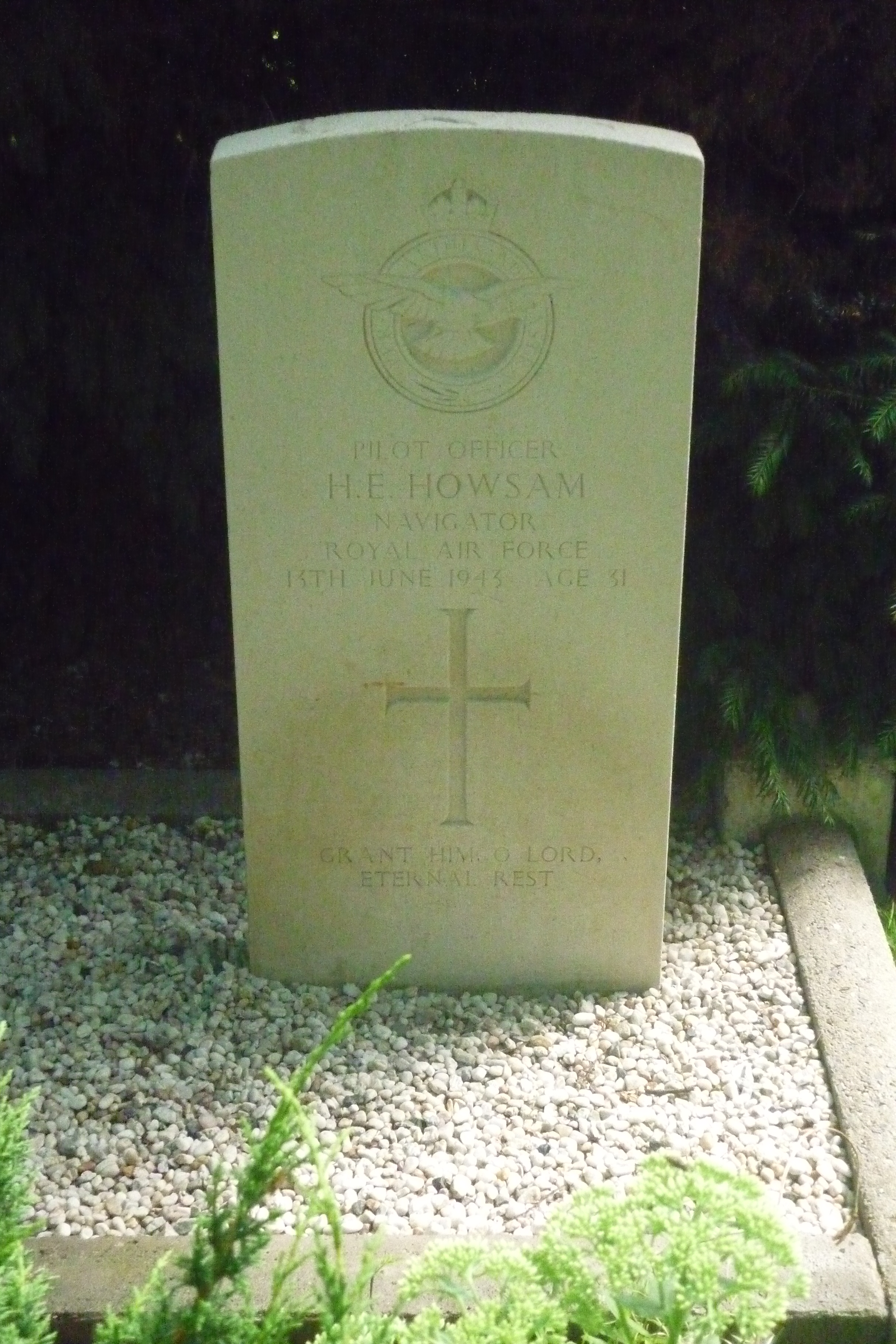
Harold Howsam
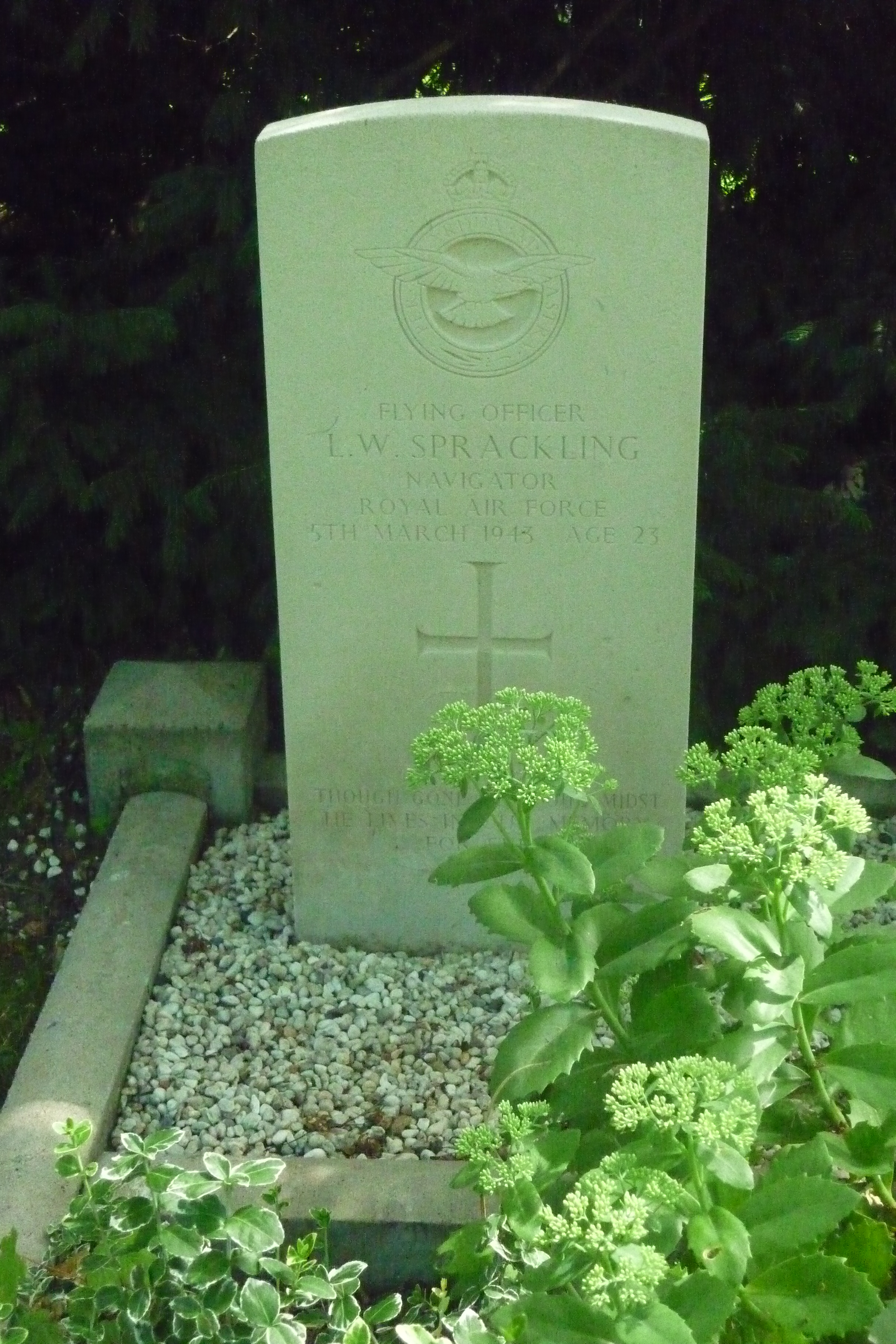
Leonard Sprackling